# 转轮圣王狮子吼经
《转轮圣王狮子吼经》，南传上座部佛教《巴利文大藏经》中的长部第二十六部经。
佛陀在摩揭陀国图罗村说法，叮嘱众比丘以自己为岛屿安住，不以他人而庇护；以法为庇护。而方法则是通过修行四念处。此外佛陀还讲述轮法王达尔诃奈密的故事。
该佛经在北传佛教的《大正新修大藏经》对应经典为《長阿含經·轉輪聖王修行經》（第1部第39卷）、《中阿含經·轉輪王經》（第1部第520卷）。